# Ashwini Akkunji
Ashwini Chidananda Shetty Akkunji (* 7. Oktober 1987 in Siddapura, Karnataka) ist eine ehemalige indische Hürdenläuferin und Sprinterin.

## Sportliche Laufbahn
Erste internationale Erfahrungen sammelte Ashwini Akkunji im Jahr 2009, als sie bei den Hallenasienspielen in Hanoi mit der indischen 4-mal-400-Meter-Staffel in 3:41,23 min die Silbermedaille hinter dem Team aus Kasachstan gewann. Im Jahr darauf nahm sie erstmals an den Südasienspielen in Dhaka teil und gewann dort in 55,51 s die Bronzemedaille im 400-Meter-Lauf hinter der Sri Lankerin Chandrika Rasnayake und ihrer Landsfrau Priyanka Pawar und siegte mit der Staffel in 3:38,62 min. Anschließend schied sie bei den Commonwealth Games in Neu-Delhi über 400 m Hürden mit 59,49 s in der ersten Runde aus und siegte mit der indischen Staffel in 3:27,77 min. Daran anschließend siegte sie bei den Asienspielen in Guangzhou im 400-Meter-Hürdenlauf in 56,15 s und sicherte sich auch mit der Staffel in 3:29,02 min die Goldmedaille. 2011 wurde sie bei einer Dopingkontrolle positiv auf Metandienon getestet und wegen dieses Verstoßes gegen die Dopingbestimmungen für zwei Jahre gesperrt.
Nach Ablauf ihrer Sperre nahm sie 2014 erneut an den Commonwealth Games in Glasgow teil und schied dort im Hürdenlauf mit 58,75 s im Vorlauf aus und verhalf mit der Staffel in 3:33,67 min zum Finaleinzug. Anschließend belegte sie bei den Asienspielen im südkoreanischen Incheon in 57,52 s den vierten Platz. 2016 siegte sie bei den Südasienspielen in Guwahati in 3:35,44 min mit der Staffel und gewann im Einzelbewerb über die Hürden in 58,92 s die Silbermedaille hinter ihrer Landsfrau Jauna Murmu. Im Jahr darauf bestritt sie in Chennai ihren letzten Wettkampf und beendete daraufhin im Alter von 29 Jahren ihre Karriere als Leichtathletin.
2010 wurde Akkunji indische Meisterin im 400-Meter-Lauf.

## Persönliche Bestleistungen
- 400 Meter: 53,25 s, 28. September 2016 in Lucknow
- 400 m Hürden: 56,15 s, 25. November 2010 in Guangzhou